# Sulęcin (gmina)
Pour les articles homonymes, voir Sulęcin.
Sulęcin est une gmina urbaine-rurale (gmina miejsko-wiejska) ou mixte de la powiat de Sulęcin, dans la Voïvodie de Lubusz, dans l'ouest de la Pologne.
Son siège administratif (chef-lieu) est la ville de Sulęcin, qui se situe environ 33 kilomètres au sud de Gorzów Wielkopolski (capitale de la voïvodie) et 63 kilomètres au nord-ouest de Zielona Góra (siège de la diétine régionale).
La gmina couvre une superficie de 319,72 km2 pour une population de 16 173 habitants en 2006 avec une population pour la ville de Sulęcin de 9 972 habitants et pour la partie rurale de 6 201 habitants.

## Histoire
De 1975 à 1998, la gmina est attachée administrativement à la voïvodie de Gorzów.

Depuis 1999, elle fait partie de la voïvodie de Lubusz.

## Géographie
Outre la ville de Sulęcin, la gmina inclut les villages et localités de :

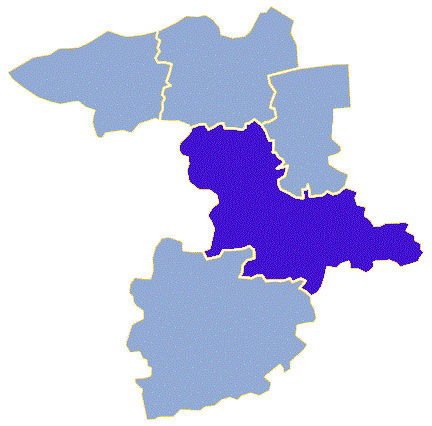
Plan de la gmina

- Brzeźno
- Długoszyn
- Długoszyn-Kolonia
- Długoszynek
- Drogomin
- Glisno
- Grochowo
- Grzeszów
- Małuszów
- Miechów
- Ostrów
- Pamiątkowice
- Podbiele
- Rychlik
- Trzebów
- Trzemeszno Lubuskie
- Tursk
- Wędrzyn
- Wielowieś
- Żarzyn
- Żubrów

### Gminy voisines
La gmina de Sulęcin est voisine des gminy suivantes :
- Bledzew
- Krzeszyce
- Łagów
- Lubniewice
- Lubrza
- Międzyrzecz
- Ośno Lubuskie
- Torzym.

## Structure du terrain
D'après les données de 2002, la superficie de la commune de Sulęcin est de 319,72 kilomètres carrés, répartis comme telle :
- terres agricoles : 27 %
- forêts : 55 %

La commune représente 27,15 % de la superficie du powiat.

## Démographie
Données du 30 juin 2004:
| Description        | Total  | Total | Femmes | Femmes | Hommes | Hommes |
| ------------------ | ------ | ----- | ------ | ------ | ------ | ------ |
| Unité              | Nombre | %     | Nombre | %      | Nombre | %      |
| Population         | 16 288 | 100   | 8 305  | 51     | 7 983  | 49     |
| Densité (hab./km²) | 50,9   | 50,9  | 26     | 26     | 25     | 25     |